# Garruchos
Garruchos is een gemeente in de Braziliaanse deelstaat Rio Grande do Sul. De gemeente telt 3.509 inwoners (schatting 2009).

## Aangrenzende gemeenten
De gemeente grenst aan Santo Antônio das Missões, São Borja en São Nicolau.

### Landsgrens
En met als landsgrens aan de gemeente Garruchos, José Rafael Gómez en Santo Tomé in het departement Santo Tomé in de provincie Corrientes, aan de gemeente Azara in het departement Apóstoles en aan de gemeente Concepción de la Sierra in het departement Concepción in de provincie Misiones met het buurland Argentinië.